# يسوع في علم الأساطير المقارن
دراسة يسوع في علم الأساطير المقارن هي دراسة حياة يسوع في الأناجيل المسيحية، والتقاليد واللاهوت، وارتباطها بالمسيحية والأديان الأخرى. على الرغم من أن تقريبا كل علماء العهد الجديد ومؤرخي الشرق الأدنى القديم متوافقون على أن يسوع كان موجودا كشخصية تاريخية حقيقية، يتوافق معظم المؤرخين العلمانيين أيضا على أن الأناجيل تحتوي على كميات كبيرة من التفاصيل الأسطورية غير التاريخية ممزوجة بمعلومات تاريخية عن يسوع. الأناجيل الإزائية مرقس، متى، لوقا متشكلة بصورة كبيرة حسب التقاليد اليهودية، ويتعمد إنجيل متى تصوير يسوع كـ «موسى الجديد». على الرغم من أنه من غير المرجح أن مؤلفي الأناجيل قد بنوا أيا من قصصهم على أساطير وثنية بصورة مباشرة، من الممكن أنهم قد شكلوا رواياتهم حول معجزات يسوع الشفائية لتتشابه مع قصص يونانية مألوفة عن معجزات أسقليبيوس إله الشفاء والدواء. سرد ميلاد يسوع في متى ولوقا عادة ما ينظر إليه من قبل المؤرخين العلمانيين كأساطير تم تصميمها لتحقيق التوقعات اليهودية عن المسيح.
تأثر إنجيل يوحنا بصورة غير مباشرة بالأفلاطونية، عن طريق اعتماده على النصوص اليهودية الأقدم، وربما قد تأثر بطرق أقل وضوحا بطائفة ديونيسوس، إله النبيذ اليوناني، على الرغم من أن هذا الاحتمال لا يزال مختلف عليه. التقاليد المسيحية اللاحقة عن يسوع تأثرت على الأغلب بالديانة الرومانية القديمة والميثولوجيا الكلاسيكية. الكثير من أيقونات يسوع التقليدية هي على ما يبدو مشتقة من آلهة البحر الأبيض المتوسط مثل هيرميز، أسكليبيوس، سيرابيس وزيوس وكذلك عيد ميلاده في 25 ديسمبر، والذي لم يعلن إلا بداية من القرن الخامس، كان في وقت من الأوقات عطلة تكريما لإله الشمس الروماني سول إنفكتوس. في حوالي نفس الوقت الذي كانت تتوسع فيه المسيحية في القرنين الثاني والثالث، كانت الميثرائية أيضا مزدهرة. على الرغم من أن العلاقة بين الديانتين لا تزال مختلف عليها، لاحظ المدافعون المسيحيون في ذلك الوقت التشابه بين الاثنين، مما دفع بعض العلماء لاعتبار ذلك دليلا على التأثر واستعارة الأفكار بين الاثنين، ولكن كان ذلك على الأرجح نتيجة البيئة الثقافية المشتركة. تمت المقارنة أيضا بين القصص عن ميلاد يسوع الميلاد والقيامة وقصص أخرى لشخصيات إلهية أو بطولية من مختلف أنحاء البحر الأبيض المتوسط، بما في ذلك تموز، أدونيس، أتيس وأوزوريس.

## المحتويات الأسطورية في الأناجيل

### الأناجيل الإزائية

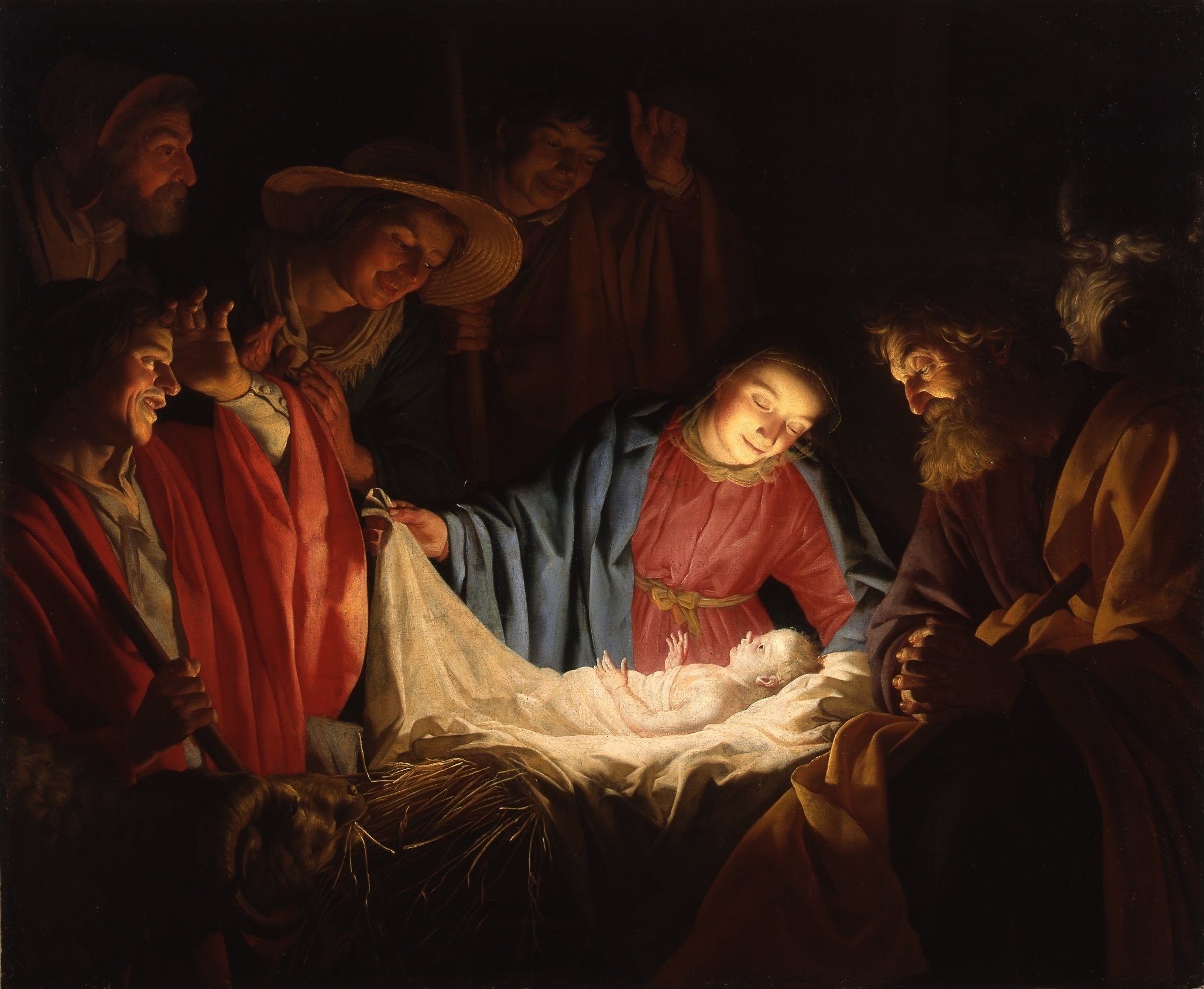
عشق الرعاة (1622) للرسام الهولندي جيرارد فان هونثورست. ينظر المؤرخون العلمانيون في العصر الحديث لسرد ميلاد يسوع في كأسطورة اخترعها المسيحيون الأوائل ومبنية على أساس العهد القديم.

يتفق أغلب علماء العهد الجديد ومؤرخي الشرق الأدنى القديم على وجود يسوع كشخصية تاريخية. بينما انتقد بعض العلماء دراسة يسوع بطريقة متحيزة دينيًا وتفتقر لسلامة المنهجية، مع بعض الاستثناءات القليلة، إلا أن هؤلاء النقاد يؤيدون تاريخية يسوع ويرفضون نظرية أسطورة يسوع التي تفترض أن يسوع لم يكن موجودًا قط. هناك اختلافات شاسعة بين العلماء حول دقة تفاصيل حياة يسوع كما تصفها روايات الأناجيل، وعن مغزى تعاليمه، ولكن الحدثان الوحيدان اللذان ينالا «إجماعًا عالميًا تقريبًا» بين الباحثين هما معمودية يسوع على يد يوحنا المعمدان وصلبه بأمر الحاكم الروماني بيلاطس البنطي. يُقبَل أيضًا بصفة عامة، وإن لم يكن على مستوى عالمي، كونه يهوديًا جليليًا، وتلمذته للقليل من الأشخاص واقتُصار أنشطته على الجليل واليهودية، وتسببه في حدوث بلبلة في الهيكل، وأن بعد صلبه، استكمل خدمته مجموعة من تلاميذه، تعرض العديد منهم للاضطهاد.

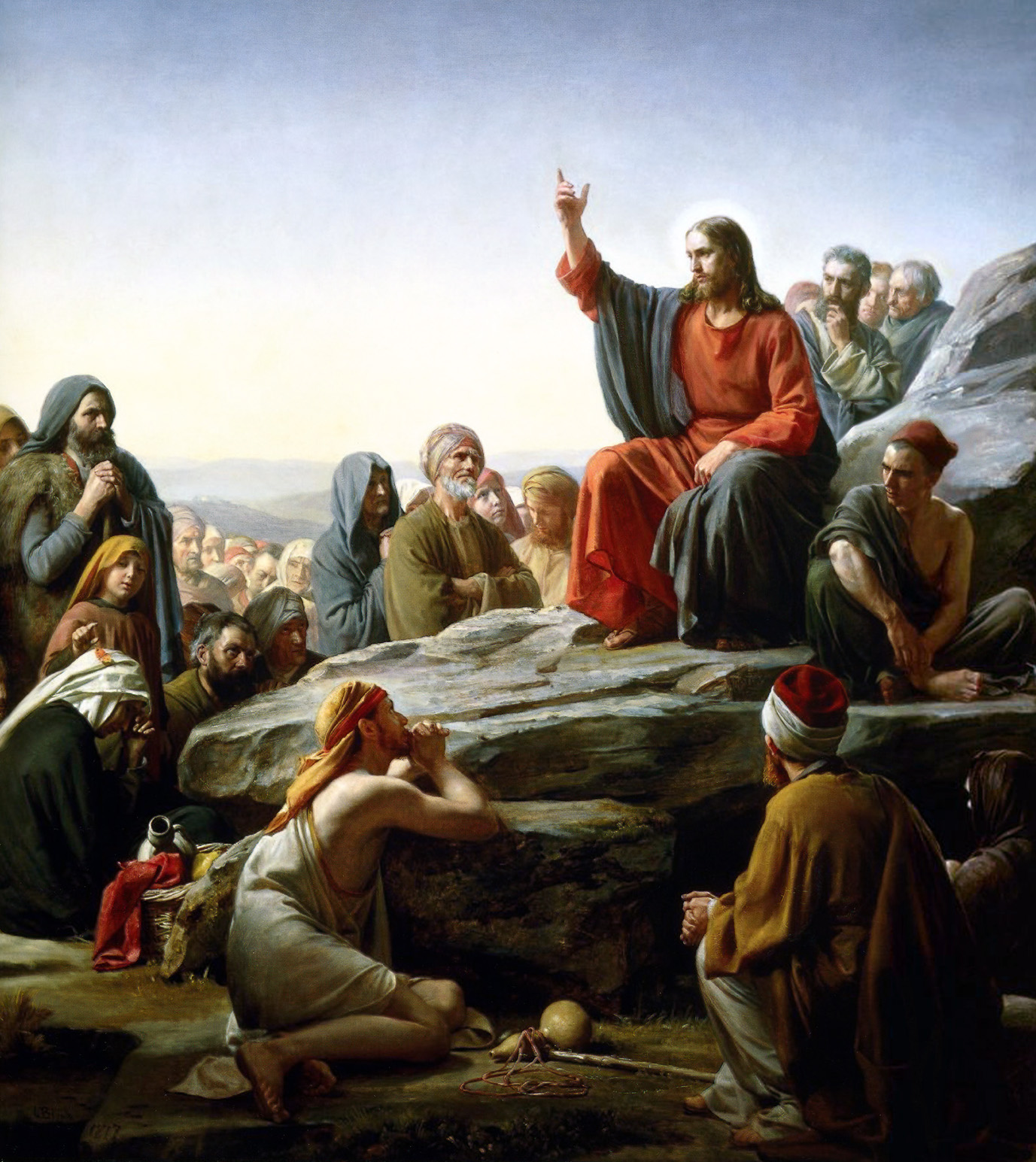
العظة على الجبل في إنجيل متى، لوحة من القرن التاسع عشر من قبل كارل بلوخ، وهي مثال على حالة من الحالات التي يشكل فيها مؤلف أحد الأناجيل روايته في ضوء التقاليد اليهودية. على الرغم من أن محتويات العظة في الغالب أقوال أصلية ليسوع التاريخي، سياق العظة هو اختراع أدبي لجعل يسوع يبدو مثل «موسى الجديد».

رغم ذلك، يتفق معظم العلماء العلمانيين على أن الأناجيل تحتوي على كميات كبيرة من المواد غير الدقيقة تاريخيًا والمفضل تصنيفها على أنها أساطير. عند مناقشة الأحداث الأسطورية الحقيقية من الأناجيل، يذكر عالم العهد الجديد بارت د. إيرمان رواية الميلاد في إنجيلي متى ولوقا ورواية إطلاق باراباس. غير أنه يشير إلى إن عدم صحة هذه القصص لا يعني بالضرورة أن يسوع نفسه لم يكن موجودًا. بحسب علماء اللاهوت بول آر. إدي وغريغ بويد، لا يوجد دليلًا على أن وصف يسوع في الأناجيل الإزائية (الأناجيل الثلاثة الأولى: مرقس، ومتى، ولوقا) تأثر مباشرةً بالأساطير الوثنية بشكل ملموس. كان أتباع يسوع الأوائل يهودًا فلسطينيين مؤمنيين يمقتون الوثنية ولذلك من المستبعد جدًا أن يكتبوا قصصًا عن مؤسسهم على نهج الأساطير الوثنية.
على الرغم من ذلك، لاحظ العديد من العلماء أن بعض معجزات شفاء يسوع المسجلة في الأناجيل الإزائية تشبه إلى حد كبير القصص اليونانية عن المعجزات المرتبطة بأسقليبيوس، إله الشفاء والطب. ويقول برينان آر هيل أن معجزات يسوع الشفائية، في معظم الأحيان، تروي بوضوح محتوي الايمان اليهودي في قدرة يهوه الشفائية، ولكنه يلاحظ أن مؤلفي الأناجيل الإزائية ربما اقتبسوا بمهارة من النماذج الأدبية اليونانية. يذكر أن معجزات يسوع الشفائية تختلف بشكل رئيسي عن التي لأسقليبيوس من خلال حقيقة تعزى إلى نسب معجزات يسوع إلى إنسان على الأرض، بينما عجائب أسقليبيوس يصنعها إله عن بعد. وفقًا للمؤرخين الكلاسيكيين: إيما ج. إدلستاين ولودفيغ إدلستاين، فإن الاختلاف الأبرز بين يسوع وأسقليبيوس أن يسوع صنع معجزاته مع «الخطاة والعشارين»، في حين رفض أسقليبيوس، حال كونه إلهًا، شفاء النجسين في العرف الديني واقتصر معجزاته على أصحاب الفكر النقي فقط. يختلف العلماء حول ما إذا كان مصدر مثل الرجل الغني ولعازر المسجل في (لوقا 16 31 -19 :) يسوع أم أنه اختلاق مسيحي لاحق، ولكن القصة تشبه إلى حد كبير العديد من القصص الشعبية التي تُروى في مختلف أنحاء الشرق الأدنى.
اتُفق عمومًا على أن وصف يسوع في الأناجيل تأثر كثيرًا بالتقليد اليهودي. يرى إد باريش ساندرز، أحد أبرز دارسي يسوع التاريخي، أن الأناجيل الإزائية تحتوي على عدة أحداث تطابق بوضوح أحداث وُصفت عن بيسوع بالتي للأنبياء في الكتاب العبري. يذكر ساندرز أنه من المستحيل أن نعرف يقينًا، في بعض هذه الحالات، ما إذا كان السبب في هذه التشابهات هو اقتداء يسوع التاريخي نفسه، عن عمد، بالأنبياء العبرانيين، أم هو اختلاق مسيحي في وقت لاحق لقصص أسطورية تعطي صورة عن يسوع كواحد منهم. لكن من الواضح أن أوجه التشابه في حالات كثيرة أخرى من صنع كتّاب الأناجيل. إذ استهدف كاتب إنجيل متي على وجه الخصوص إظهار يسوع عمدًا على أنه «موسى الجديد» فما رواه متى عن محاولة هيرودس قتل الطفل يسوع، وهروب عائلة يسوع إلى مصر، ثم عودتهم إلى اليهودية هي روايات خرافية مبنية على سفر الخروج الذي في التوراة. بحسب إنجيل متى، ألقى يسوع العظة على الجبل محاكاةً لشريعة موسى التي استلمها فوق جبل سيناء (طور سيناء). وفقًا لعالِمي العهد الجديد غيرد ثيسن وأنيت ميرز، أن يسوع علم بالتعاليم المحفوظة في الموعظة على الجبل حقًا بنفسه في مناسبات مختلفة ولم تُقال أصلًا في مناسبة بعينها، لكن كاتب إنجيل متى جمّعهم في تكوين قصصي منظم، وابتكر لهم سياقًا ملائمًا ليناسب ما أراد إيصاله عن يسوع بأنه «موسى الجديد.»
طبقًا لساندرز، إن رواية الميلاد في متى ولوقا هي أوضح مثال على الأساطير في الأناجيل الإزائية. طبقًا لتلك الرواية، وُلد يسوع في بيت لحم حسب تاريخ الخلاص اليهودي، وترعرع في الناصرة، ولكن الرواية في الإنجيلين قدمتا تفسيرين مختلفين ومتناقضين تمامًا لكيفية حدوث ذلك، وروايات البشارة بميلاد يسوع الموجودة في (متى: 1 18 – 22)، و (لوقا 1 :26-38) مستوحاة من قصص البشارة بميلاد إسماعيل وإسحق وشمشون في العهد القديم. يستشهد متى بإشعياء 14: 7 من الترجمة السبعينية ليؤيد روايته عن ميلاد يسوع من العذراء. يقول النص العبراني لهذه الآية: «ها الفتاة (تُنطق بالعبرية: حألماه) تحبل وتلد إبنًا وتدعو اسمه عمانوئيل.» لكن الترجمة السبعينية استبدلت ترجمة الكلمة العبرية ألماه، والتي تعني حرفيًا «فتاة»، بكلمة παρθένος (تُنطق: بارثينوس) اليونانية والتي تعني «عذراء». لذلك يرى معظم المؤرخين العلمانيين عمومًا أن الروايتين المنفصلتين عن ميلاد العذراء في إنجيلي متى ولوقا هما اختلاقان أسطوريان مستقلان وُضعا لتحقيق الآية التي أٌسئ ترجمتها عن أشعياء. يوضح ساندرز أن سرد رواية الميلاد «حالة خاصة جدًا» نتيجة عدم دراية مؤلفي الأناجيل بميلاد يسوع وطفولته، إذ لا يوجد أي جزء آخر من الأناجيل يعتمد بهذه الشدة على شبيه له في العهد القديم. يلاحظ ساندرز أيضًا أنه على الرغم من أوجه التشابه الواضحة والمقصودة، فإن «الفروق الجذرية» بين يسوع وأنبياء العهد القديم بالغة الأهمية أيضًا، وروايات الأناجيل عن حياة يسوع بشكل عام لا تشبه بشكل كبير حياة أي من الشخصيات الواردة في الكتاب المقدس العبراني. قارن أيضًا مؤرخو الدين قصة الصلب بالقصص اليونانية والرومانية من أجل الحصول على إدراك أفضل لكيفية فهم غير المسيحيين لأحداث صلب يسوع، على الرغم من اتفاق جميع العلماء تقريبًا من مختلف الخلفيات على أن صلب يسوع هو أحد الأحداث القليلة في حياته المتفق على حدوثها فعلًا. يشير مؤرخ الدين الألماني مارتن هينغل إلى أن لوقيان السميساطي الساخر السوري الهلنستي (فولتير العصر القديم)، في حواره الهزلي بروميثيوس، الذي كتبه في القرن الثاني الميلادي (بعد يسوع بنحو مئتي عام)، يصف الإله بروميثيوس مثَبت على صخرتين في جبال القوقاز مستخدمًا كل مصطلحات الصلب الروماني، فهو يُسمَّر بين يديه ليشكل «صليب أكثر خدمةً» (باليونانية: "ἐπικαιρότατος... ὁ σταυρος").
يظهر الإلهين هيرميز وهيفيستوس، اللذان يؤديان الإلزام، كعبيد يهددهم سيدهم الوحشي زيوس بنفس العقوبة إذا ضعفوا. خلافًا لصلب يسوع في الأناجيل الإزائية، إن صلب لوقيان لبروميثيوس سخرية متعمدة وغضب من الآلهة، المقصود منها إظهار زيوس كطاغية قاسي ومتقلب المزاج لا يستحق التسبيح أو العبادة. هذه هي الحالة الوحيدة من الأدب الكلاسيكي كله التي يبدو فيها أن إلهًا صُلب، وحقيقة أن اليونانيين والرومان لن يتصوروا إلهًا مصلوب إلا كشكل من «أشكال محاكاة ساخرة شريرة»، تدل على نوع الرعب الذي كانوا سينظرون به للقصص المسيحية عن صلب يسوع.
يزعم اللاهوتي الأمريكي دنيس ماكدونالد أن إنجيل مرقس هو في الواقع سرد يهودي لملحمة الأوديسة، ونهايتها مشتقة من الإلياذة، التي تجعل يسوع شخصية محورية بدلًا من أوديسيوس. بحسب ماكدونالد، تهدف الأناجيل في المقام الأول إلى إظهار تفوق يسوع على الأبطال اليونانيين، غير أن يسوع نفسه كان شخصية تاريخية حقيقية، فينبغي أن تُقرأ الأناجيل على أنها خيال تاريخي متمحور حول بطل حقيقي، لا على أنها روايات دقيقة عن حياة يسوع. قابلت الدوائر العلمية فرضية ماكدونالد بأن الأناجيل قد وُضعت على غرار الملحمات الهوميرية بارتياب شديد بسبب اعتمادها شبه الكامل على التوازي شديد الغموض والذاتية. يقول علماء آخرون إن حجته تدحضها أيضًا حقيقة أن إنجيل مرقس لم يقتبس قط من أي من الملحمات الهومرية مباشرة ويستعمل لغة مختلفة تمامًا. يشير فيمي بيركنز أيضًا إلى أن العديد من الأحداث في إنجيل مرقس والتي يزعم ماكدونالد أنها مستمدة من الأوديسية أكثر تشابها مع العهد القديم. بيد أن حجة ماكدونالد، في شكل يُساء فهمه، على الرغم من ذلك أصبحت شعبية في الدوائر غير العلمية، وخاصة على شبكة الإنترنت، الذي تستخدم فيه لدعم نظرية أسطورة المسيح. يرفض ماكدونالد نفسه هذا التفسير إذ يراه متطرفًا للغاية.

### إنجيل يوحنا

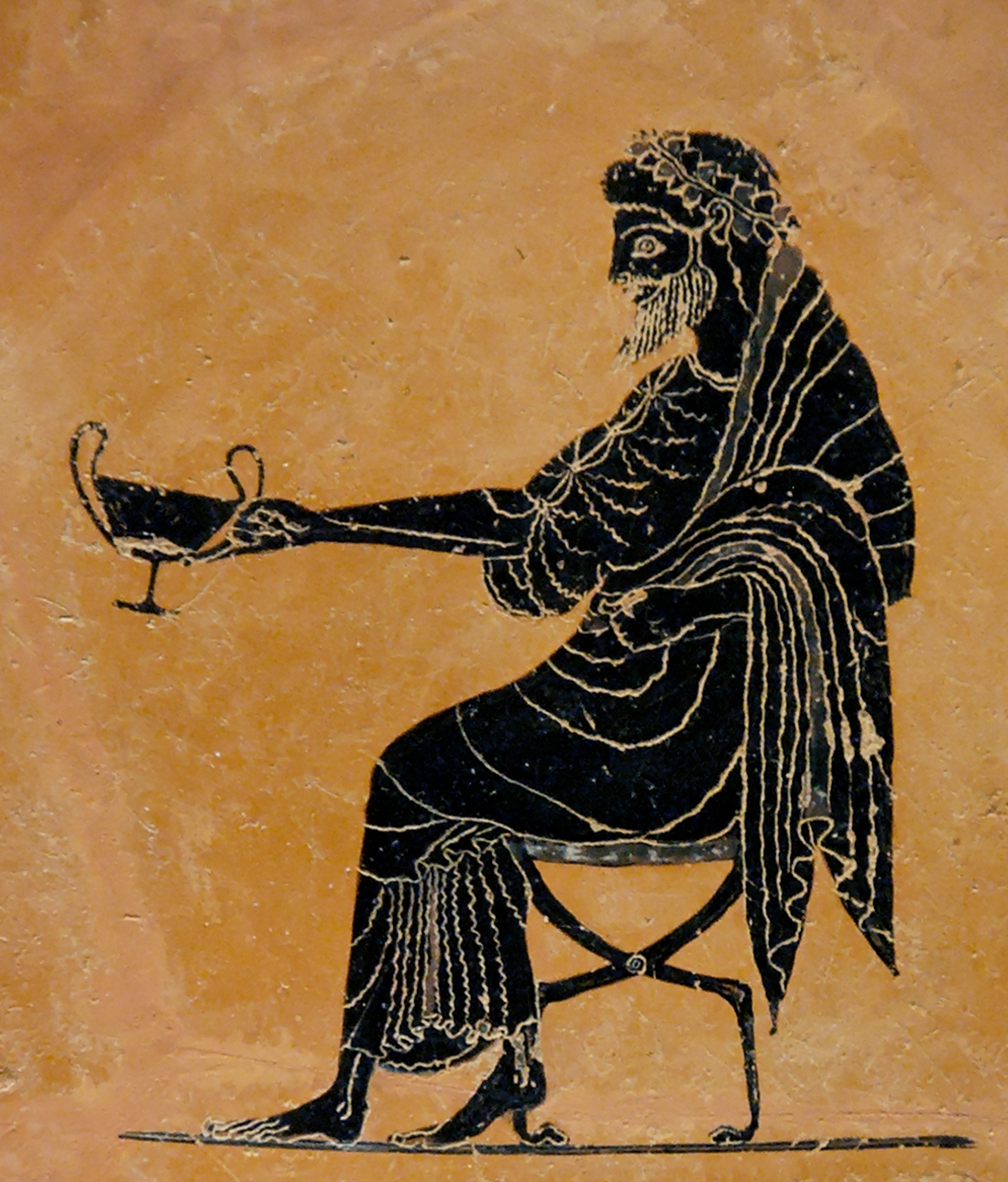
لوحة من أواخر القرن السادس قبل الميلاد تظهر ديونيسوس يمد يده حاملا kantharos، وهو نوع من كؤوس الشرب. بعض العلماء يقولون بأن تصوير يسوع في إنجيل يوحنا قد تأثر برمزية ديونيسوس.

يحتوي إنجيل يوحنا، آخر الأناجيل القانونية الأربعة، على أفكار نشأت عن الأفلاطونية والفلسفة اليونانية، إذ ابتكر الفيلسوف هرقليطس، الذي أيد سقراط، «اللوغوس» الموجودة في مقدمة إنجيل يوحنا، وكيَّفها مع اليهودية قبل فيلو الإسكندري المنتمي للأفلاطونية الوسطى. مع ذلك، لم يكن مؤلف إنجيل يوحنا شخصيًا على دراية بالفلسفة اليونانية، وربما لم يقترض لاهوت اللوغوس من النصوص الأفلاطونية مباشرةً، بل ربما أثرت هذه الفلسفة سابقًا على نصوص الأسفار القانونية الثانية اليهودية، التي ورثها يوحنا واستمد منها لاهوت لوغوس خاصته. كانت اللوغوس، في المصطلحات الأفلاطونية، قوة عالمية تمثل عقلانية العالم ومفهومه. من ناحية أخرى، تصبح اللوغوس، كما هي متكيفة مع اليهودية، شخص سماوي وسيط بين الله والإنسان متأثرًا بكتابات الحكمة وتقاليد الكتاب المقدس، وبمرور الوقت الذي انتقلت فيه إلى اليهودية، يبدو أنها احتفظت فقط بمفهوم شمولية اللوغوس الأفلاطونية.
كتب دايفيز وفينكلستاين: «وجدت هذه الحكمة البدائية والكونية، بأمر من الله، بيتًا لها على جبل صهيون في أورشليم. إن هذه الشخصية الوسطية، من ناحية عالميتها، يمكن مقارنتها بـ «روح العالم» الأفلاطونية أو «اللوغوس» الرواقية، أما هنا فترتبط بشكل حصري بإسرائيل، شعب الله المختار، وبمقدساته.»
لطالما اشتبه العلماء في أن إنجيل يوحنا ربما تأثر أيضًا بالرمزية المرتبطة بعبادة ديونيسوس، إله الخمر اليوناني. ومسألة ما إذا كان إنجيل يوحنا قد تأثر حقًا بعبادة ديونيسوس محل جدل شديد، خصوصا مع وجود علماء مرموقين يدافعون بحماس عن طرفي النزاع. كان ديونيسوس واحدًا من أشهر الآلهة اليونانية، عَبِده معظم أنحاء العالم اليوناني –الروماني، وكذلك أيضًا فلسطين وآسيا الصغرى وإيطاليا. في نفس الوقت، احتج علماء آخرون بأنه من الغريب جدًا أن يكون مؤلف إنجيل يوحنا المسيحي المتدين تعمّد دمج تشبيهات ديونيسية في كتاباته، بل يُزعم بأن رمزية الخمر الموجودة في إنجيل يوحنا من المرجح أنها تستند على الإشارات العديدة إلى الخمر الموجودة في العهد القديم. وردا على هذا الاعتراض، احتج مؤيدو النفوذ الديونيسي بأن من المحتمل أن يكون كاتب إنجيل يوحنا قد استخدم هذه التشبيهات في محاولة لإظهار تفوق يسوع على ديونيسوس. 
المثال الأول للتأثير الديونيسي المحتمل هو معجزة يسوع التي حوّل فيها الماء إلى خمر في عرس قانا الجليل في (يوحنا 11-1:2). تتشابه هذه القصة إلى حد ما مع القصص التي رُويِت عن ديونيسوس. شُهد على ارتباط ديونيسوس الوثيق بالخمر منذ كتابات أفلاطون، ويصف عالم الجغرافيا اليوناني باوسانياس، الذي عاش في القرن الثاني، طقسًا يقال فيه أن ديونيسوس ملأ براميل فارغة مغلقة متروكة داخل معبد طوال الليل بالخمر. طبقًا للروايتين اليونانيتين ليوسيبي وكليتوفون للكاتب أكيليس تاتيوس، التي كتبها في القرن الأول أو الثاني الميلادي، يأخذ أحد الرعاة ديونيسوس إلى منزله ويقدم له وجبة طعام، ولكنه لا يستطيع أن يقدم له سوى ما تتناوله ثيرانه من الشراب. بأعجوبة، حوّل ديونيسوس هذا الشراب إلى خمر. أما رواية تحويل الماء إلى خمر فهي غير موجودة في أي من الأناجيل الإزائية، فقط في إنجيل يوحنا، ما يشير إلى أن مؤلف الإنجيل الرابع ربما يكون ألفها. أما الحدث الثاني الذي يوضح التأثير الديونيسي فهو الرمزية الموجودة في (يوحنا (17-1:15 التي أعلن فيها يسوع أنه «الكرمة الحقيقية»، وهو لقب يذكِّرنا بديونيسوس الذي قيل إنه اكتشف أول كرمة عنب. 
جادل مارك دبليو. جي. ستيبي بأن إنجيل يوحنا يتضمن أيضًا أوجه تشابه مع الباكوسيات، وهي مأساة كتبها الكاتب المسرحي الآثيني يوربيديس لأول مرة في عام 405 قبل الميلاد إذ تجعل من ديونيسوس شخصية محورية. يصور كلا المؤلَفَين الشخصية المحورية على أنها إله متجسد يصل إلى بلد وهناك يُعرَف ويُعبَد، ولكن، لأنه متنكر في زي بشري، فلا يمكن التعرف عليه وبالتالي بدلًا من أن يعبَد، يتعرض للاضطهاد من قِبَل الحزب الحاكم. صوّر إنجيل يوحنا يسوع على أنه صعب الفهم، يتعمد التفوه بأقوال غامضة لتفادي القبض عليه، تمامًا مثل ديونيسوس في باكوسيات يوربيديس. يتبع المعبود، في كلا العملين، مجموعة من الإناث. ينتهي كلا العملين بموت أحد الشخصيات الرئيسية بطريقة عنيفة، مات يسوع نفسه في إنجيل يوحنا في إنجيل يوحنا، أما في الباكوسيات مات بينثيوس ملك طيبة ابن عم ديونيسوس وكان خصمه أيضًا. يؤكد ستيبي أن هناك اختلافًا جذريًا بين الروايتين، غير أنه يؤكد على التشابه بينهما في بعض المحاور. أحد الاختلافات الأكثر وضوحًا هو أن ديونيسوس، في الباكوسيات، قد جاء ليدافع عن فلسفة الخمر ومذهب اللذة، في حين أن يسوع جاء في إنجيل يوحنا ليقدّم لأتباعه الخلاص من الخطيئة. يصوّر يوربيديس ديونيسوس على أنه عدواني وعنيف، في حين يُظهر إنجيل يوحنا يسوع على أنه مسالم ومليء بالرحمة. وعلاوة على ذلك، فإن الباكوسيات قد وُضِعت خلال عالم متعدد الآلهة بشكل جلي، ولكن إنجيل يوحنا يعترف بوجود إلهين فقط: يسوع نفسه وأبيه الذي في السماء.

## معرض صور

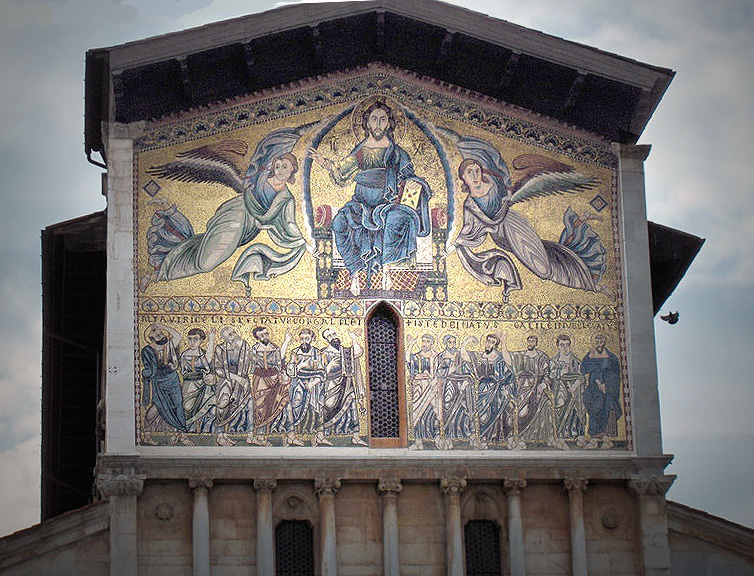
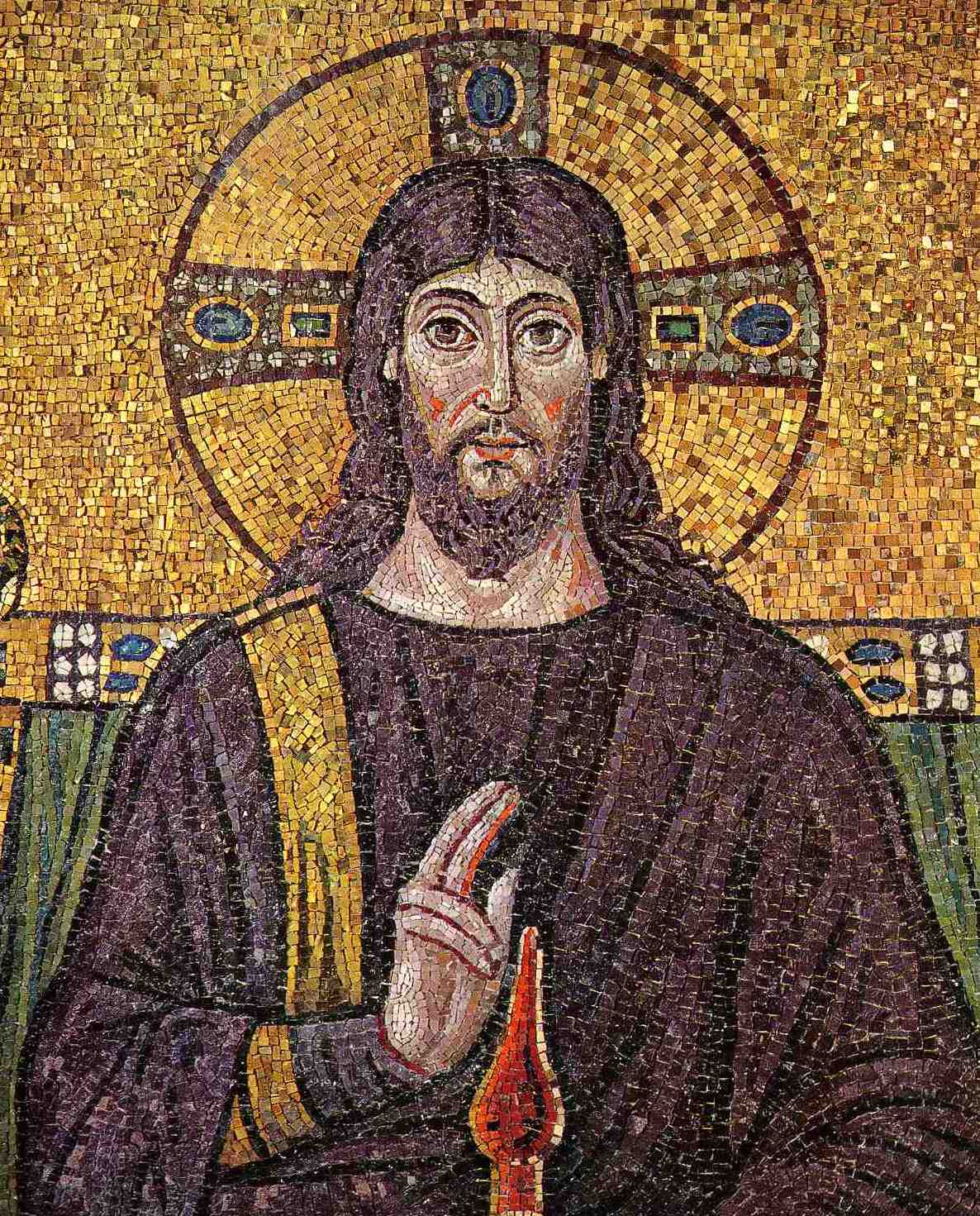
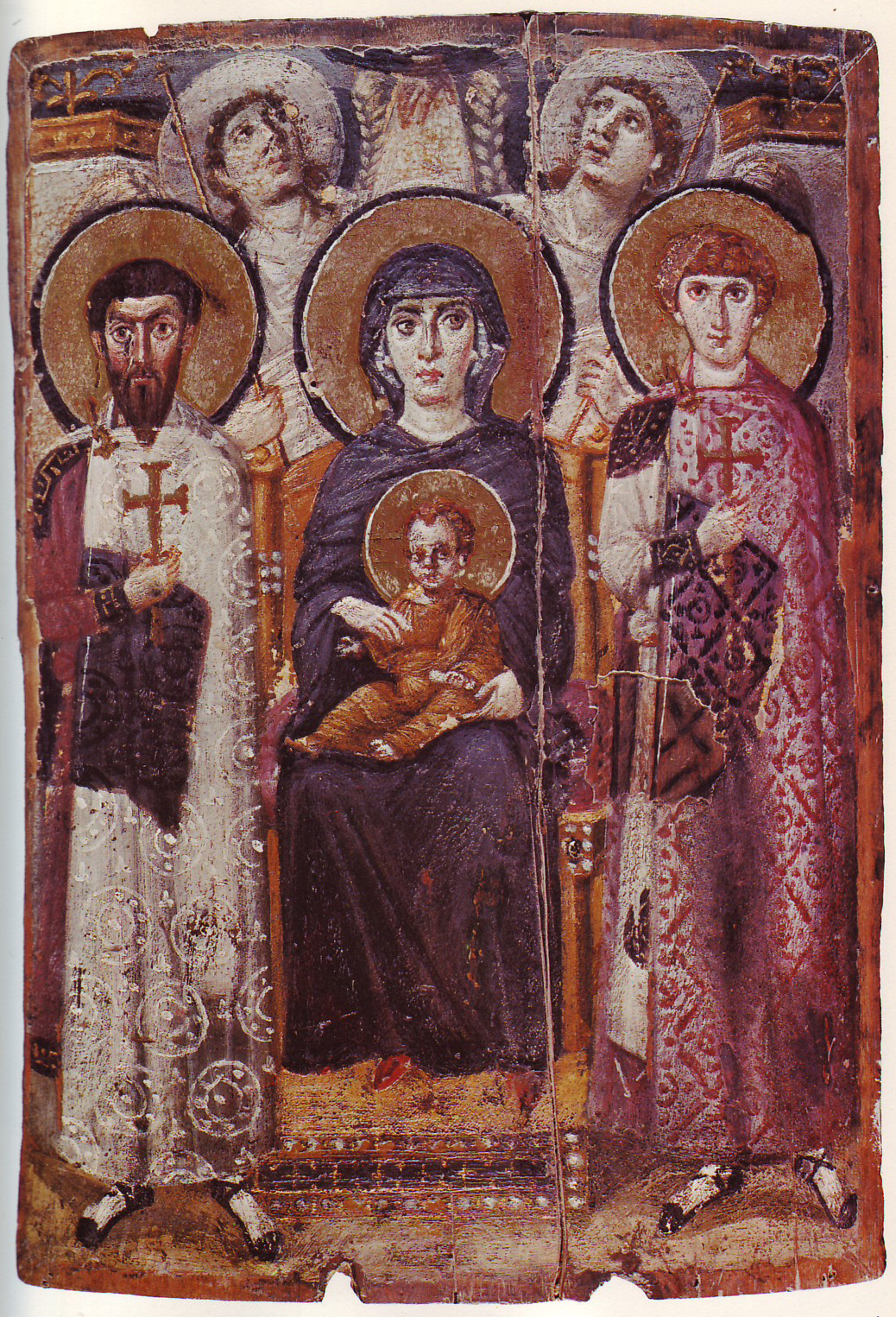
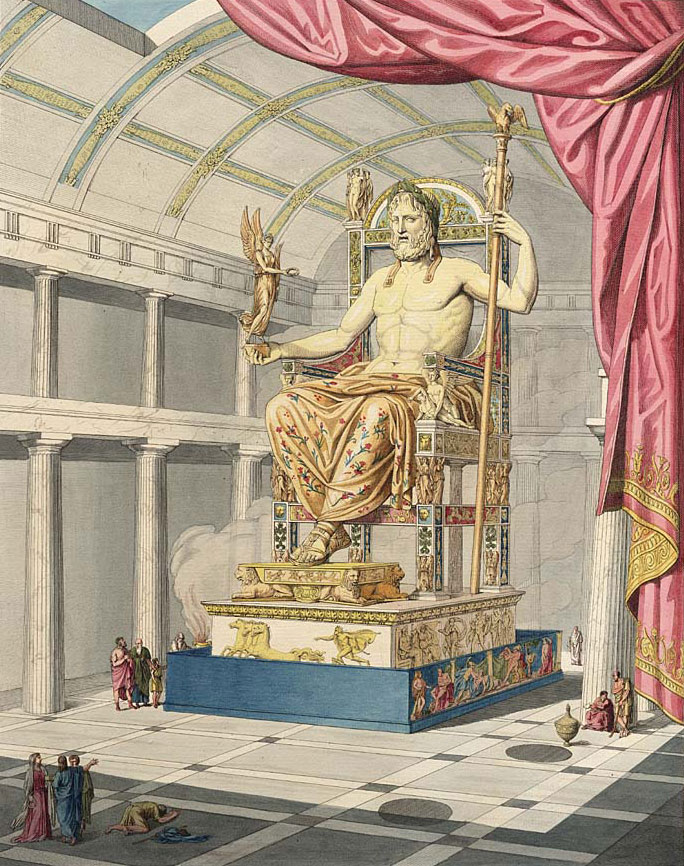
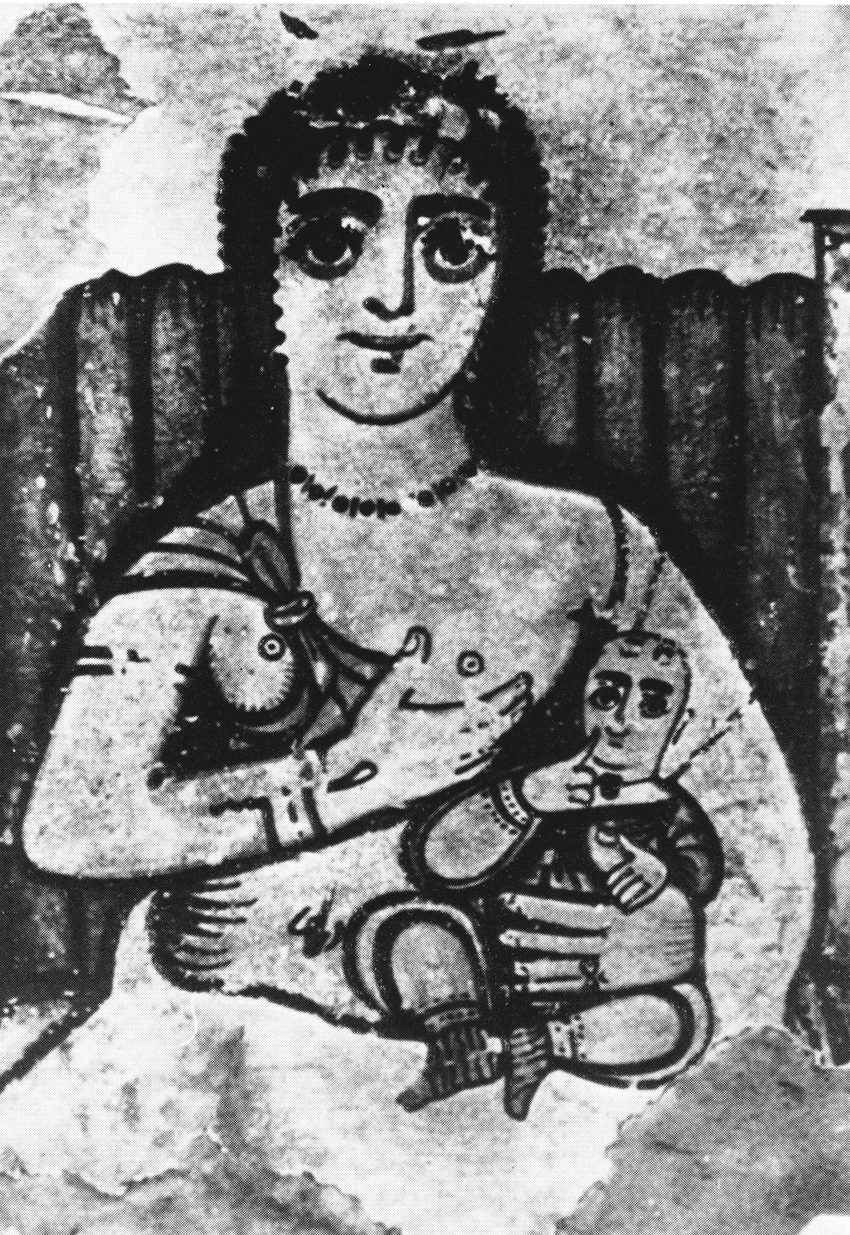

### بيبلوجرافيا
- Aasgaard، Reidar (2010) [2009]، The Childhood of Jesus: Decoding the Apocryphal Infancy Gospel of Thomas، Cambridge, England: James Clark & Co.، ISBN:978-0-227-17354-1، مؤرشف من الأصل في 2020-04-05
- Ackerman، Susan (2006) [1989]، Day، Peggy Lynne (المحرر)، Gender and Difference in Ancient Israel، Minneapolis, Minnesota: Fortress Press، ISBN:978-0-8006-2393-7، مؤرشف من الأصل في 2020-04-05
- Aldrete، Gregory S.؛ Aldrete، Alicia (2012)، "Fun for All: Holidays and Festivals"، The Long Shadow of Antiquity: What Have the Greeks and Romans Done For Us?، New York City, New York and London, England: Continuum International Publishing Group، ISBN:978-1-4411-1663-5، مؤرشف من الأصل في 2020-04-05
- Assmann، Jan (2001) [1984]، The Search for God in Ancient Egypt، Translated by David Lorton، Ithaca, New York: دار نشر جامعة كورنيل  [لغات أخرى]‏، ISBN:978-0-8014-3786-1، مؤرشف من الأصل في 2022-08-19{{استشهاد}}:  صيانة الاستشهاد: علامات ترقيم زائدة (link)
- Baring، Anne؛ Cashford، Jules (1991)، The Myth of the Goddess: Evolution of an Image، London, England: Penguin Books، ISBN:978-0140192926، مؤرشف من الأصل في 2020-04-05
- Barstad، Hans M. (1984)، The Religious Polemics of Amos: Studies in the Preaching of Am 2, 7B-8; 4,1-13; 5,1-27; 6,4-7; 8,14، Leiden, The Netherlands: Brill، ISBN:9789004070172، مؤرشف من الأصل في 2020-04-05
- Bennett، Clinton (2001). In search of Jesus: insider and outsider images. New York: Continuum. ISBN:978-0-8264-4915-3.
- Blomart، Alaine (2004)، "Transferring the Cults of Heroes in Ancient Greece"، في Aitken، Ellen Bradshaw؛ Maclean، Jennifer K. Berenson (المحررون)، Philostratus's Heroikos: Religion And Cultural Identity In The Third Century C.E، Leiden, The Netherlands: Brill، ص. 85–98، ISBN:9004130942، مؤرشف من الأصل في 2020-04-05
- Bruner، Frederick Dale (2004) [1987]، Matthew: A Commentary، Grand Rapids, Michigan: Wm. B. Eerdmans Publishing Co.، ج. 1، ISBN:0-8028-1118-3، مؤرشف من الأصل في 2020-04-05
- Burkert، Walter (1985)، Greek Religion، Cambridge, Massachusetts: Harvard University Press، ISBN:0-674-36281-0
- Burridge، R؛ Gould، G (2004). "Jesus Now and Then". Wm. B. Eerdmans. {{استشهاد بدورية محكمة}}: الاستشهاد بدورية محكمة يطلب |دورية محكمة= (مساعدة)
- Carotta، Francesco؛ Eickenberg، Arne (أكتوبر 2009)، Orpheos Bakkikos—The Missing Cross (PDF)، مؤرشف من الأصل (PDF) في 2022-10-14
- Casey، Maurice (2010)، Jesus of Nazareth: An Independent Historian's Account of His Life and Teaching، New York City, New York and London, England: T & T Clark، ISBN:978-0-567-64517-3، مؤرشف من الأصل في 2020-04-05
- Casey، Maurice (2014)، Jesus: Evidence and Argument or Mythicist Myths?، New York City, New York and London, England: Bloomsbury Academic، ISBN:978-0-56744-762-3، مؤرشف من الأصل في 2020-04-05
- Cooper، Barry (2001)، ""A Lump Bred Up in Darkness": Two Tellurian Themes of the Republic"، في Planinc، Zdravko (المحرر)، Politics, Philosophy, Writing: Plato's Art of Caring for Souls، Columbia, Missouri: University of Missouri Press، ISBN:978-0826213433، مؤرشف من الأصل في 2020-04-05
- Cotter، Wendy (2010)، The Christ of the Miracle-Stories: Portrait Through Encounter، Grand Rapids, Michigan: Baker Academic، ISBN:978-0-8010-3950-8، مؤرشف من الأصل في 2020-04-05
- Chilton، Bruce D.؛ Evans، Craig A. (2002)، Authenticating the Activities of Jesus، Leiden, The Netherlands: Brill Academic Publishers, Inc.، ISBN:0-391-04164-9، مؤرشف من الأصل في 2020-04-05
- Clauss، Manfred (2001) [2000]، The Roman Cult of Mithras: The God and His Mysteries، ترجمة: Gordon، Richard، New York City, New York and London, England: Routledge، ISBN:0-415-92978-4، مؤرشف من الأصل في 2020-04-05
- Cousland، J. R. C. (2017)، Holy Terror: Jesus in the Infancy Gospel of Thomas، New York City, New York and London, England: Bloomsbury، ISBN:978-0567668165، مؤرشف من الأصل في 2020-04-05
- Deacy، Susan (2008)، Athena، New York City, New York and London, England: Routledge، ISBN:0-415-30066-5، مؤرشف من الأصل في 2020-04-05
- Dundes، Alan (1980)، Interpreting Folklore، Bloomington, Indiana: Indiana University Press، ISBN:0-253-14307-1، مؤرشف من الأصل في 2020-04-05
- Eddy، Paul Rhodes؛ Boyd، Gregory A. (2007)، The Jesus Legend: A Case for the Historical Reliability of the Synoptic Jesus Tradition، Grand Rapids, Michigan: Baker Academic، ISBN:978-0801031144، مؤرشف من الأصل في 2020-04-05
- Edelstein، Emma J.؛ Edelstein، Ludwig (1998) [1945]، Asclepius: Collection and Interpretation of the Testimonies، Baltimore, Maryland: The Johns Hopkins University Press، ISBN:0-8018-5769-4، مؤرشف من الأصل في 2020-04-05
- Ehrman، Bart D. (2012)، Did Jesus Exist?: The Historical Argument for Jesus of Nazareth، New York City, New York: HarperCollins، ISBN:978-0-06-220644-2
- Farris، Stephen (2015)، The Hymns of Luke's Infancy Narratives: Their Origin, Meaning and Significance، New York City, New York and London, England: Bloomsbury، ISBN:978-1-4742-3139-8، مؤرشف من الأصل في 2020-04-05
- Ferngren، Gary B. (2009)، Medicine and Health Care in Early Christianity، Baltimore, Maryland: The Johns Hopkins University Press، ISBN:978-0-8018-9142-7، مؤرشف من الأصل في 2020-04-05
- Friedman، John Block (2000)، Orpheus in the Middle Ages، Syracuse, New York: Syracuse University Press، ISBN:0-8156-2825-0، مؤرشف من الأصل في 2020-04-05
- Grant، Michael (1999) [1977]. Jesus. London: Phoenix. ISBN:978-0-7538-0899-3.
- Hengel، Martin (1977)، Crucifixion in the Ancient World and the Folly of the Message of the Cross، Philadelphia, Pennsylvania: Fortress Press، ص. 13 and 22، ISBN:0-8006-1268-X، مؤرشف من الأصل في 2020-04-05
- Herzog، William R. (2005)، Prophet and Teacher: An Introduction to the Historical Jesus، Louisville, Kentucky: Westminster Knox Press، ISBN:0-664-22528-4، مؤرشف من الأصل في 2020-04-05
- Hill، Brennan R. (2004)، Jesus, the Christ: Contemporary Perspectives، Eugene, Oregon: Wipf & Stock Publishers، ISBN:978-1-62564-643-9، مؤرشف من الأصل في 2020-04-05
- Jacobsen، Thorkild (2008) [1970]، "Toward the Image of Tammuz"، في Moran، William L. (المحرر)، Toward the Image of Tammuz and Other Essays on Mesopotamian History and Culture، Eugene, Oregon: Wipf & Stock، ص. 73–103، ISBN:978-1-55635-952-1، مؤرشف من الأصل في 2020-04-05
- Jefferson، Lee M. (2014)، Christ the Miracle Worker in Early Christian Art، Minneapolis, Minnesota: Fortress Press، ISBN:978-1-4514-7793-1، مؤرشف من الأصل في 2020-04-05
- Jensen، Robin Margaret (2000)، Understanding Early Christian Art، New York City, New York and London, England: Routledge، ISBN:0-415-20455-0، مؤرشف من الأصل في 2020-04-05
- John، J. (2005)، A Christmas Compendium، New York City, New York and London, England: Continuum، ص. 112، ISBN:0-8264-8749-1، مؤرشف من الأصل في 2020-04-05
- Johnson، Donald؛ Johnson، Jean (2007)، Universal Religions in World History: Buddhism, Christianity, and Islam، Explorations in World History، New York City, New York: MacGraw-Hill، ISBN:978-0072954289، مؤرشف من الأصل في 2020-04-05
- Kerényi، Karl (1951)، The Gods of the Greeks، London, England: Thames and Hudson، ISBN:0-500-27048-1، مؤرشف من الأصل في 2023-02-10
- Kierspel، Lars (2006)، "Meaning and context of "the World""، The Jews and the World in the Fourth Gospel: Parallelism, Function, and Context، Tübingen, Germany: Mohr Siebeck، ISBN:978-3-16-149069-9، مؤرشف من الأصل في 2020-04-05
- Link، Luther (1995)، The Devil: A Mask Without a Face، London, England: Reaktion Books، ISBN:0-948462-67-1، مؤرشف من الأصل في 2020-04-05
- Litwak، Kenneth D. (2005)، Echoes of Scripture in Luke-Acts: Telling the History of God's People Intertextually، New York City, New York and London, England: T & T Clark International، ISBN:0-567-03025-3، مؤرشف من الأصل في 2020-04-05
- Litwa، M. David (2014)، Iesus Deus: The Early Christian Depiction of Jesus as a Mediterranean God، Minneapolis, Minnesota: Fortress Press، ISBN:978-1-4514-7985-0، مؤرشف من الأصل في 2020-04-05
- MacDonald، Dennis R. (2009)، "My Turn: A Critique of Critics of 'Mimesis Criticism'""، Occasional Papers of the Institute for Antiquity and Christianity، Claremont, California: The Institute for Antiquity and Christianity، ج. 53
- MacDonald، Dennis R. (2013)، Mythologizing Jesus: From Jewish Teacher to Epic Hero، Lanham, Maryland: Rowman & Littlefield، ISBN:978-0-7425-5891-5، مؤرشف من الأصل في 2020-04-05
- Machen، Gresham (1987)، Virgin Birth of Christ، Ingram Press، ISBN:978-0-227-67630-1
- Marchadour، A.؛ Neuhaus، D.؛ Martini، C. C. (2009)، The Land, the Bible, and History: Toward the Land That I Will Show You، New York City, New York: Fordham University Press، ISBN:978-0823226610، مؤرشف من الأصل في 2020-04-05
- Mettinger، Tryggve N. D. (2004)، "The "Dying and Rising God": A Survey of Research from Frazer to the Present Day"، في Batto، Bernard F.؛ Roberts، Kathryn L. (المحررون)، David and Zion: Biblical Studies in Honor of J.J.M. Roberts، Winona Lake, Indiana: Eisenbrauns، ISBN:1-57506-092-2، مؤرشف من الأصل في 2020-04-05
- Meyer، Marvin (2013) [2011]، "The Young Streaker in Secret and Canonical Mark"، في Burke، Tony (المحرر)، Ancient Gospel or Modern Forgery?: The Secret Gospel of Mark in Debate: Proceedings from the 2011 York University Christian Apocrypha Symposium، Eugene, Oregon: Wipf & Stock Publishers، ISBN:978-1-62032-186-7، مؤرشف من الأصل في 2020-04-05
- Ogden، Daniel (2013)، Drakon: Dragon Myth and Serpent Cult in the Greek and Roman Worlds، Oxford, England: Oxford University Press، ISBN:978-0-19-955732-5، مؤرشف من الأصل في 2020-04-05
- Orchard، Helen (1998)، Courting Betrayal: Jesus as Victim in the Gospel of John، Journal for the Study of the New Testament Supplement Series 161، Sheffield, England: Sheffield Academic Press Ltd.، ج. Gender, Culture, Theory 5، ISBN:9781850758846، مؤرشف من الأصل في 2020-04-05
- Patella، Michael (2006)، Lord of the Cosmos: Mithras, Paul, and the Gospel of Mark، New York City, New York and London, England: T & T Clark، ISBN:0-567-02532-2، مؤرشف من الأصل في 2020-04-05
- Perkins، Pheme (2007)، Introduction to the Synoptic Gospels، Grand Rapids, Michigan and Cambridge, England: William B. Eerdmans Publishing Company، ISBN:978-0-8028-6553-3، مؤرشف من الأصل في 2020-04-05
- Pinch، Geraldine (2004) [2002]، Egyptian Mythology: A Guide to the Gods, Goddesses, and Traditions of Ancient Egypt، Oxford, England: Oxford University Press، ISBN:978-0-19-517024-5
- Porter، Stanley E. (2015)، John, His Gospel, and Jesus: In Pursuit of the Johannine Voice، Grand Rapids, Michigan: Wm. B. Eerdmans Publishing Company، ص. 102–104، ISBN:978-0-8028-7170-1، مؤرشف من الأصل في 2020-04-05
- Price، Robert M. (2000). Deconstructing Jesus. Amherst, N.Y.: Prometheus Books. ISBN:978-1-57392-758-1. مؤرشف من الأصل في 2021-03-08.
- Price، Robert M. (2005). "New Testament narrative as Old Testament midrash". في Jacob Neusner and Alan J. Avery-Peck (المحرر). Encyclopaedia of Midrash: Biblical Interpretation in Formative Judaism. Leiden: Brill. ISBN:978-90-04-14166-7.
- Reid، Donald Malcolm (2002)، Whose Pharaohs?: Archaeology, Museums, and Egyptian National Identity from Napoleon to World War I، Berkeley, California: University of California Press، ISBN:0-520-22197-4، مؤرشف من الأصل في 2020-04-05
- Sanders، E. P. (1993)، The Historical Figure of Jesus، London, England, New York City, New York, Ringwood, Australia, Toronto, Ontario, and Auckland, New Zealand: Penguin Books، ISBN:0-14-014499-4
- Sandnes، Karl Olav (2005)، "Imitatio Homeri?: An Appraisal of دنيس ماكدونالد's "Mimesis Criticism""، Journal of Biblical Literature، Atlanta, Georgia: Society of Biblical Literature، ج. 124، ص. 715–732، DOI:10.2307/30041066، JSTOR:30041066
- Salier، Willis Hedley (2004)، The Rhetorical Impact of the Sēmeia in the Gospel of John، Tübingen, Germany: Mohr Siebeck، ISBN:3-16-148407-X، مؤرشف من الأصل في 2020-04-05
- Schweitzer، Albert (2000) [1913]. The Quest of the Historical Jesus. edited by John Bowden (ط. first complete). London: SCM. ISBN:978-0-334-02791-1.
- Seidler، Naomi (2006)، Faithful Renderings: Jewish-Christian Difference and the Politics of Translation، Chicago, Illinois: The University of Chicago Press، ISBN:978-0-226-74505-3، مؤرشف من الأصل في 2020-04-05
- Smalley، Stephen S. (2012) [1978]، John: Evangelist and Interpreter، Eugene, Oregon: Wipf & Stock Publishers، ص. 87–88، ISBN:978-1-62032-295-6، مؤرشف من الأصل في 2020-04-05
- Smith، Jonathan Z. (1987)، "Dying and Rising Gods"، في Eliade، Mircea (المحرر)، The Encyclopedia of Religion، London, England: Macmillan، ج. IV، ص. 521–527، ISBN:0029097002
- Shorrock، Robert (2011)، The Myth of Paganism: Nonnus, Dionysus and the World of Late Antiquity، Bloomsbury Academic، ISBN:978-1-4725-1966-5، مؤرشف من الأصل في 2020-04-05{{استشهاد}}:  صيانة الاستشهاد: مكان بدون ناشر (link)
- Stibbe، Mark W. G. (1993)، "The Elusive Christ: A New Reading of the Fourth Gospel"، The Gospel of John As Literature: An Anthology of Twentieth-Century Perspectives، Leiden, The Netherlands، ISBN:90-04-09932-8، مؤرشف من الأصل في 2020-04-05{{استشهاد}}:  صيانة الاستشهاد: مكان بدون ناشر (link)
- Stibbe، Mark W. G. (1994) [1992]، John as Storyteller: Narrative Criticism and the Fourth Gospel، Cambridge, England: Cambridge University Press، ISBN:0-521-47765-4، مؤرشف من الأصل في 2020-04-05
- Struthers، Jane (2012)، The Book of Christmas: Everything We Once Knew and Loved about Christmastime، London, England: Ebury Press، ص. 17–21، ISBN:9780091947293، مؤرشف من الأصل في 2020-04-05
- Taylor، Joan E. (1993)، Christians and the Holy Places: The Myth of Jewish-Christian Origins، Oxford, England: Oxford University Press، ISBN:0-19-814785-6، مؤرشف من الأصل في 2020-04-05
- Taylor، Joan E. (2018)، What Did Jesus Look Like?، New York City, New York: Bloomsbury T & T Clark، ISBN:978-0-5676-7151-6، مؤرشف من الأصل في 2020-04-05
- Theissen، Gerd؛ Merz، Annette (1998). The Historical Jesus: A Comprehensive Guide. Minneapolis, Minnesota: Fortress Press. ISBN:978-1-4514-0863-8. مؤرشف من الأصل في 2020-04-05.
- Thompson، Thomas L. (2005). The Messiah Myth: The Near Eastern Roots of Jesus and David. New York: Basic Books. ISBN:978-0-465-08577-4. مؤرشف من الأصل في 2021-03-07.
- Ulansey، David (1989)، The Origins of the Mithraic Mysteries: Cosmology and Salvation in the Ancient World، Oxford, England: Oxford University Press، ISBN:0-19-506788-6، مؤرشف من الأصل في 2020-04-05
- van Eck، Ernest (2016)، The Parables of Jesus the Galilean: Stories of a Social Prophet، Eugene, Oregon: Cascade Books، ISBN:978-1-4982-3372-9، مؤرشف من الأصل في 2020-04-05
- Van Voorst، Robert E. (2000)، Jesus Outside the New Testament: An Introduction to the Ancient Evidence، Grand Rapids, Michigan: Wm. B. Eerdmans Publishing Co.، ISBN:978-0-8028-4368-5، مؤرشف من الأصل في 2020-04-05
- Van Voorst، Robert E. (2003). "Nonexistence Hypothesis". في James Leslie Houlden (المحرر). Jesus in History, Thought, and Culture: An Encyclopedia. Santa Barbara: ABC-CLIO. ص. 658–660.
- Warner، Marina (2016) [1976]، Alone of All Her Sex: The Myth and Cult of the Virgin Mary، Oxford, England: Oxford University Press، ISBN:978-0-19-963994-6، مؤرشف من الأصل في 2020-04-05
- Watts، Joel L. (2013)، Mimetic Criticism and the Gospel of Mark: An Introduction and Commentary، Eugene, Oregon: Wipf & Stock Publishers، ISBN:978-1-62032-289-5، مؤرشف من الأصل في 2020-04-05
- Weaver، Walter P. (1999). The Historical Jesus in the Twentieth Century, 1900–1950. Harrisburg, PA: Trinity. ISBN:978-1-56338-280-2.
- Wells، G. A. (أبريل–يونيو 1969). "Stages of New Testament Criticism". Journal of the History of Ideas. ج. 30 ع. 2: 147–160. DOI:10.2307/2708429. JSTOR:2708429.
- Wells، G. A. (يناير–مارس 1973). "Friedrich Solmsen on Christian Origins". Journal of the History of Ideas. ج. 34 ع. 1: 143–144. DOI:10.2307/2708950. JSTOR:2708950.
- Wills، Laurence M. (2005) [1997]، The Quest of the Historical Gospel: Mark, John and the Origins of the Gospel Genre، New York City, New York: Routledge، ISBN:0-203-44200-8، مؤرشف من الأصل في 2020-04-05